# Andrew Roberts (Spezialeffektkünstler)

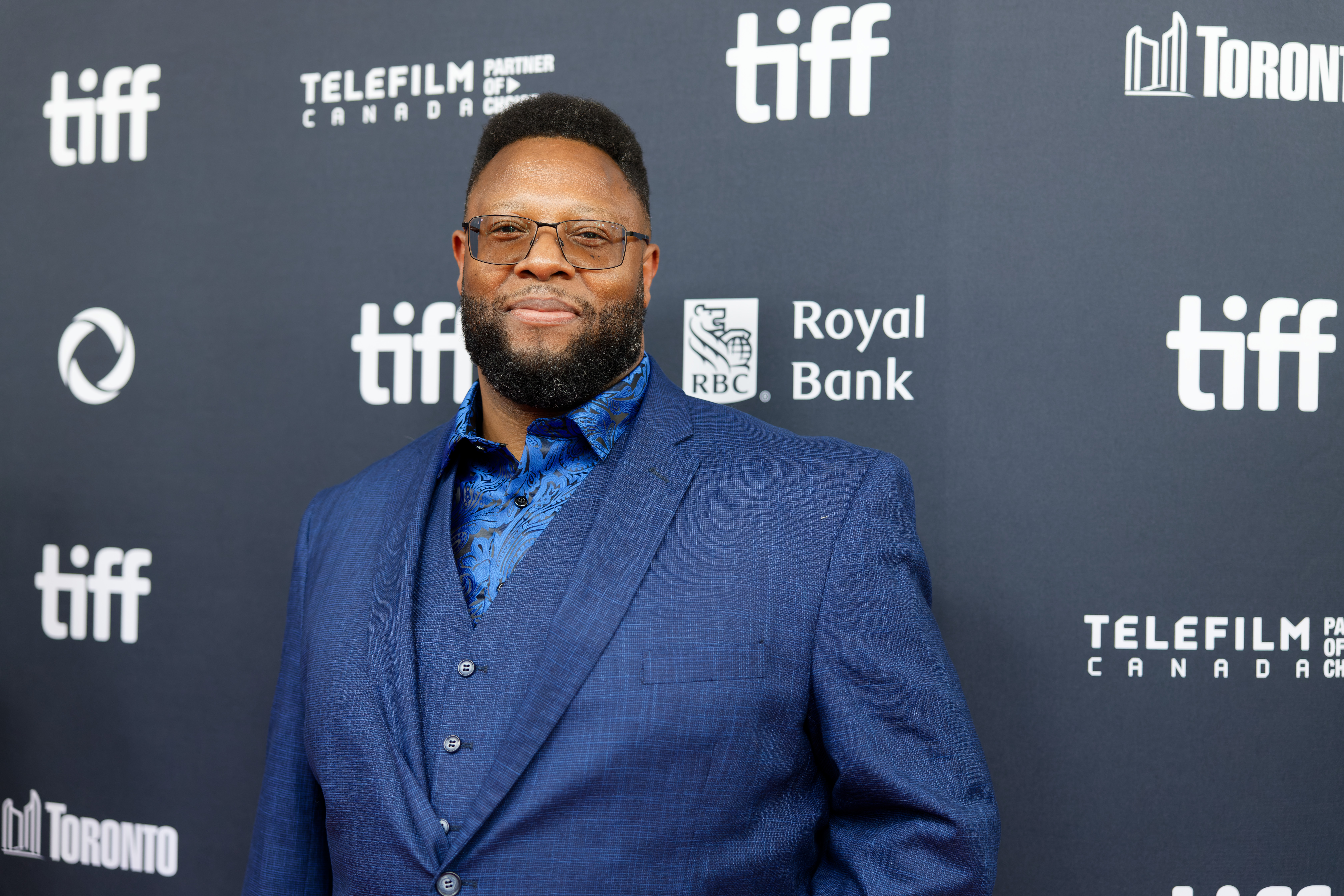
Andrew Roberts beim Toronto International Film Festival 2024

Andrew Roberts (* 17. November 1968 in London) ist ein britischer Spezialeffektkünstler.

## Leben und Karriere
Andrew Roberts beschloss, Spezialeffektkünstler zu werden, nachdem er den Film Jurassic Park gesehen hatte. Im Laufe seiner Karriere arbeitete er bei verschiedenen Studios wie Pixomondo, Scanline VFX und Digital Dimension an vielen Film- und Fernsehproduktionen. Für seine Arbeit als Computergraphiker für die Superbowls XXXVI und XXXIX gewann er 2003 und 2006 jeweils einen Sports Emmy Award in der Kategorie Outstanding Graphic Design. 2007 wurde er für einen Primetime Emmy in der Kategorie Outstanding Special Visual Effects for a Miniseries, Movie or a Special für die visuellen Effekte des Fernsehfilms Bury My Heart at Wounded Knee nominiert.
2024 erhielt Roberts gemeinsam mit seinen Kollegen Jay Cooper, Ian Comley und Neil Corbould eine Oscarnominierung in der Kategorie Beste visuelle Effekte für den Film The Creator.

## Filmografie (Auswahl)
- 2003: Final Destination 2
- 2003: Buddy – Der Weihnachtself (Elf)
- 2004: Cinderella Story (A Cinderella Story)
- 2004: Blade: Trinity
- 2005: Mr. & Mrs. Smith
- 2005: Zathura – Ein Abenteuer im Weltraum (Zathura)
- 2006: Final Destination 3
- 2006: Ricky Bobby – König der Rennfahrer (Talladega Nights: The Ballad of Ricky Bobby)
- 2007: Stirb langsam 4.0 (Live Free or Die Hard)
- 2007: Machtlos (Rendition)
- 2008: Get Smart
- 2008: Der Tag, an dem die Erde stillstand (The Day the Earth Stood Still)
- 2009: G.I. Joe – Geheimauftrag Cobra (G.I. Joe: The Rise of Cobra)
- 2009: Avatar – Aufbruch nach Pandora (Avatar)
- 2011: Fast & Furious Five (Fast Five)
- 2012: Snow White and the Huntsman
- 2013: After Earth
- 2016: Independence Day: Wiederkehr (Independence Day: Resurgence)
- 2018: Black Panther
- 2018: Aquaman
- 2021: Godzilla vs. Kong
- 2022: Obi-Wan Kenobi
- 2022: Babylon – Rausch der Ekstase (Babylon)
- 2023: Killers of the Flower Moon
- 2023: The Creator